# Архимандрит Јоаникије (Ракотински)
Јоаникије Ракотински (Охрид 20. јануар 1847 - Ракотинци 24. јануар 1940) је био jеромонах Српске православне цркве за време Краљевине Србије и Краљевине Југославије.

## Биографија
Замонашио се у Марковом манастиру, задужбини Мрњавчевића. Обновио је манастир Светог Илије у Ракотинцима и постао архимандрит и игуман овог манастира. Посетио је на Христов гроб у Јерусалиму. Био је духовник Варнаве Росића, у време када је будући патријарх Варнава био на дужности митрополита скопског. Сачуване су речи митрополита скопског Јосифа Цвијовића који је за њега рекао: „Ја сам епископ по чину а ти по делима“.
У своје време важио је за најобразованијег човека у околини. Поред монашких обавеза, радио је повремено и као учитељ и месни судија. Био је познат и по познавању медицине и важио је за лекара .
Прославио се нетрулежним моштима и великим чудима и исцељењима болести, па је назван Ракотинским чудотворцем.
Његове мошти чувају се у храму „Свети Климент Охридски“ у Скопљу.